# Al·là

«Al·là» en cal·ligrafia islàmica

Al·là (àrab: ﷲ, Allāh,  pronunciació en àrab (?·pàg.)) és el nom àrab de Déu en les religions abrahàmiques. En la llengua catalana, se sol referir a Déu en l'islam. Es creu que és una contracció d'al-ilah, que significa ‘el déu’, i té un origen etimològic comú amb El (Elohim) i Elah, els noms de Déu en hebreu i arameu, respectivament.
El nom «Al·là» ha estat utilitzat per àrabs de diferents religions des de l'època preislàmica. Avui en dia, és emprat com a nom de Déu pels musulmans (tant àrabs com no) i els jueus i cristians àrabs. Els babís, bahà'ís, mandeus, jueus sefardites i cristians indonesis i maltesos també fan servir aquest nom de manera habitual, tot i que no exclusiva. En els últims anys, el seu ús pels cristians i els sikhs de la Malàisia peninsular ha estat motiu de controvèrsia política i legal.

## Ús

### Pels àrabs abans de l'islam
Si bé Al·là s'associa sovint amb l'islam, també era usat en els temps preislàmics i en els escrits dels savis jueus que habitaren en terres de parla aràbiga. Al·là també es considera la traducció de Baal (principal deïtat mesopotàmica) en la parla aràbiga, així com la traducció de Baalat, esposa de Baal, en àrab és Al·lat, esposa d'Al·là. També, en les religions preislàmiques, Al·là és el pare de les tres deïtats de la Meca, Manat, al-Uzza i Al·lat.
Les variants regionals de la paraula «Al·là» apareixen tant en les inscripcions preislàmiques paganes com en les cristianes. S'han proposat diferents teories sobre el paper d'Al·là en els cultes politeistes preislàmics. Segons l'erudit islàmic Ibn Kathir, els pagans àrabs consideraven Al·là com un Déu invisible que va crear i controlar l'univers. Els pagans creien que l'adoració dels humans o dels animals que van tenir esdeveniments afortunats a la vida els acostaven a Déu. Alguns autors han suggerit que els àrabs politeistes van utilitzar el nom com a referència a un déu creador o a una divinitat suprema del seu panteó. Segons una hipòtesi, que es remunta a Julius Wellhausen, Al·là (la deïtat suprema de la federació tribal al voltant de Quraix) era una designació que consagrava la superioritat de Hubal (la deïtat suprema de Quraix) sobre els altres déus. Tanmateix, també hi ha proves que Al·là i Hubal eren dues deïtats diferents. Segons aquesta hipòtesi, la Kaba va ser consagrada primer a una divinitat suprema anomenada Al·là i després va acollir el panteó de Quraix després de la seva conquesta de la Meca, aproximadament un segle abans de l'època de Mahoma. Algunes inscripcions semblen indicar l'ús d'Al·là com a nom d'una deïtat politeista segles abans, però no se sap res precís sobre aquest ús. Alguns estudiosos han suggerit que Al·là podria haver representat un déu creador remot que va ser eclipsat gradualment per deïtats locals més particularitzades. Hi ha desacord sobre si Al·là va tenir un paper important en el culte religiós de la Meca. No es té constància que existís cap representació icònica d'Al·là. Al·là és l'únic déu de la Meca que no tenia un ídol. El nom del pare de Mahoma era Abd-Al·lah que significa ‘el servidor d'Al·là’.

### En el cristianisme
Les persones que parlen àrab de totes les religions abrahàmiques, inclosos els cristians i els jueus, utilitzen la paraula «Al·là» per referir-se a «Déu». Els àrabs cristians d'avui no tenen cap altra paraula per a «Déu» que «Al·là». De la mateixa manera, la paraula arameu per a «Déu» en el llenguatge dels cristians assiris és ʼĔlāhā o Alaha. Fins i tot la llengua maltesa, de descendència àrab, parlada per una població majoritàriament catòlica, fa servir Alla per a «Déu». Els àrabs cristians, per exemple, utilitzen els termes Al·lah al-Ab (الله الأب, Allāh al-Ab) per «Déu Pare», Al·lah al-Ibn (الله الابن, Allāh al-Ibn) per «Déu Fill» i Al·lah ar-ruh al-quds (الله الروح القدس, Allāh ar-rūḥ al-quds) per «Déu l'Esperit Sant».
Els cristians àrabs han utilitzat dues formes d'invocacions que s'han fixat al començament de les seves obres escrites. Van adoptar la bàsmala musulmana i també van crear la seva pròpia bàsmala trinitària, ja al segle viii. La bàsmala musulmana diu: «En nom de Déu, el Clement, el Misericordiós»; mentre que la bàsmala trinitària diu: «En el nom del Pare i del Fill i de l'Esperit Sant, un Déu». Les invocacions siríaca, llatina i grega no tenen al final les paraules «un Déu»; aquesta addició es va fer per emfatitzar l'aspecte monoteista de la creença trinitària i també per fer-la més agradable als musulmans.
Segons Marshall Hodgson, sembla que en època preislàmica alguns àrabs cristians peregrinaven a la Kaba, un temple pagà en aquella època, honorant-hi Al·là com a Déu Creador.
Algunes missions d'excavació arqueològica han descobert antigues inscripcions preislàmiques i tombes fetes per cristians àrabs a les ruïnes d'una església d'Umm el-Jimal, al nord de Jordània, que inicialment, segons Enno Littman (1949), contenia referències a Al·là com a nom propi de Déu. No obstant això, en una segona revisió de Bellamy et al. (1985 i 1988), la inscripció en cinc versos es va tornar a traduir com a «(1) Aquesta [inscripció] va ser creada per companys d'ʿUlayh, (2) fill d'ʿUbayda, secretari (3) de la cohort Augusta Secunda (4)) Filadèlfia; que es posi boig qui (5) l'esborri».
La paraula siríaca ܐܠܗܐ, ʼĔlāhā, es pot trobar als informes i a les llistes de noms de màrtirs cristians a l'Aràbia del Sud, tal com s'informa en documents siríacs antics dels noms d'aquests màrtirs d'època himiarita i axumita.
A la biografia d'Ibn Ishaq s'hi esmenta un líder cristià anomenat Abd-Al·lah ibn Abi-Bakr ibn Muhàmmad, que va ser martiritzat a Najran el 523, ja que portava un anell que deia «Al·là és el meu senyor».
En una inscripció del martiri cristià que data del 512, es poden trobar referències a al-Ilah (الاله, al-ilah), tant en àrab com en arameu. La inscripció comença amb la frase «Per l'ajut d'al-Ilah».
En els evangelis preislàmics, el nom utilitzat per Déu era Al·là, com ho demostren algunes versions àrabs del Nou Testament escrites per cristians àrabs en època preislàmica a l'Aràbia del Nord i a la del Sud. No obstant això, la investigació més recent en el camp dels estudis islàmics de Sydney Griffith et al. (2013), David D. Grafton (2014), Clair Wilde (2014) i M.L. Hjälm et al. (2016 i 2017) afirmen que «tot el que es pot dir sobre la possibilitat d'una versió cristiana preislàmica de l'Evangeli en àrab és que encara no ha aparegut cap signe segur de la seva existència real». Addicionalment, M.L. Hjälm en la seva investigació més recent (2017) afegeix que «no es troben manuscrits que continguin traduccions dels evangelis abans de l'any 873».
Irfan Shahîd, tot citant la col·lecció enciclopèdica del segle x Kitab al-aghani, assenyala que s'ha informat que els àrabs cristians preislàmics tenien el crit de guerra «Ya la ibad Al·lah» (‘O esclaus d'Al·là’) per motivar-se mútuament per a la batalla. Segons Shahid, seguint l'autoritat de l'erudit musulmà al-Marzubaní, del segle x, Al·là també apareix esmentat en poemes cristians preislàmics de poetes gassànides i tanúkhides de Síria i Aràbia del Nord.

### En l'islam
En l'islam, Al·là és l'única i omnipotent deïtat, creadora de l'Univers i equivalent al Déu de les altres religions abrahàmiques. Al·là se sol veure com el nom personal de Déu, una noció que s'ha discutit en estudis contemporanis, incloent el dubte de si la paraula Al·là s'hauria de traduir o no com a Déu.
Segons la creença islàmica, Al·là és la paraula més comuna per representar Déu. La submissió humil a la seva voluntat, ordenances i manaments divins és el pivot de la fe musulmana. «És l'únic Déu, creador de l'Univers i jutge de la humanitat». «És únic (wāḥid) i inherentment un (aḥad), misericordiós i omnipotent». Els ulls humans no poden veure Al·là fins al Dia del Judici. L'Alcorà diu que «la realitat d'Al·là, el seu misteri inaccessible, els seus diversos noms i les seves accions en favor de les seves criatures». Al·là no depèn de res, no té pares ni fills; no és ni home ni dona (no té gènere), és l'essència de «l'ànima omnipotent, desinteressada i absoluta (النّفس, an-Nafs) i de l'Esperit Sant (الرّوح, ar-Rūḥ)»; és l'originador tant abans com fora del cicle de creació, destrucció i temps: «el Primer, sense començar (al-Awwal)», «el Final / el Més Enllà / Interminable (al-Akhir / al-Ākhir)» i «l'Intemporal (aṣ-Ṣabūr)».

El concepte es correlaciona amb el concepte de tawhid, tal com s'expressa a la sura al-Ikhlàs, La sinceritat:
| «                                  | En nom de Déu Únic, Al·là, el Compassiu per excel·lència, el molt Misericordiós! Digues [profeta]: «Ell és Al·là, Déu, l'Únic! Ell és Al·là, Fonamental, Ell és Etern! Ell no ha engendrat, no és engendrat! No hi ha ningú que se li assembli! Ell no té parió, Ell no té igual!» | » |
| — Alcorà 112:1–4 (Míkel de Epalza) | |   |

En la tradició islàmica, hi ha 99 noms de Deu (al-asmà al-husna, ‘els millors noms' o ‘els noms més bells'), cadascun dels quals evoca una característica distintiva de Déu. Tots aquests noms fan referència a Al·là, el nom diví suprem i complet. Entre els 99 noms, el més famós i el més freqüent d'aquests noms són «el Misericordiós» (ar-Rahman) i «el Compassiu» (ar-Rahim), incloent els esmentats al-Àhad («l'Un») i al-Wàhid («l'Únic»).
La majoria de musulmans utilitzen la fórmula «in xaa L·lah» (إن شاء الله, in xāʾa Llāh, literalment ‘si Déu vol’) després de referències a esdeveniments futurs; i l'empren en àrab tant si és la seva llengua materna com si no ho és. Igualment és comú animar a començar les coses amb la bàsmala, és a dir, pronunciant la fórmula «bi-smi L·lāh» (بسم الله, bi-smi Llāhi, literalment ‘en nom de Déu’). Hi ha certes frases en lloança a Déu que els musulmans afavoreixen com a exercici devocional per a recordar-lo: «subhana Al·lah» (سبحان الله, subḥāna Llāh, ‘lloat sia Déu!’), «al-hamdu li-L·lah» (الحمد لله, al-ḥamdu li-Llāh, ‘lloat sia Déu!’, ‘gràcies a Déu!’), «la ilaha il·là-L·lah» (لا إله إلا الله, lā ilāha illā Llāh, ‘No hi ha més déu que Déu’) i «Al·lahu àkbar» (الله أكبر, Allāhu akbar, ‘Déu és [el] més gran’).
Segons Francis Edward Peters, «l'Alcorà insisteix, els musulmans creuen i els historiadors afirmen que Mahoma i els seus seguidors veneren el mateix Déu que els jueus (Alcorà 29:46). L'Al·là de l'Alcorà és el mateix Déu Creador que va pactar amb Abraham». Peters afirma que l'Alcorà representa a Al·là com a més poderós i més remot que Jehovà.